# Adinandra
Adinandra – rodzaj roślin z rodziny Pentaphylacaceae. Obejmuje ok. 85–106 gatunków występujących w Azji południowo-wschodniej (z czego 32 rośnie na Borneo), z nielicznymi przedstawicielami obecnymi też w tropikach w Afryce.

## Morfologia

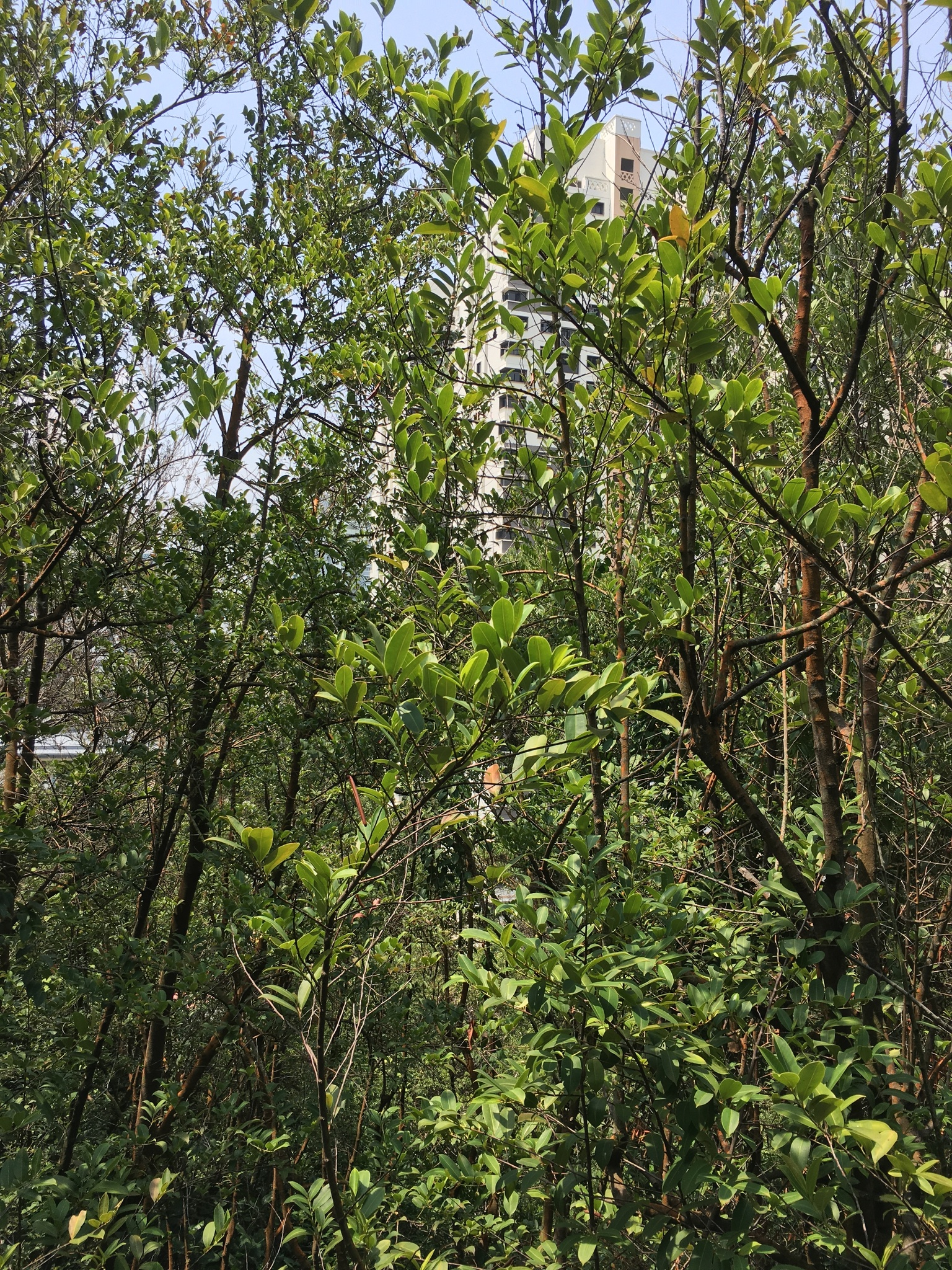
Adinandra dumosa

PokrójDrzewa i krzewy.
LiścieSkrętoległe, ułożone na pędach dwurzędowo, blaszki całobrzegie lub piłkowane na brzegu.
KwiatyWyrastają pojedynczo lub parami w kątach liści. U nasady zwykle zwisającej szypuły znajdują się dwie przysadki. Grube i trwałe działki kielicha są nierówne i u nasady zrośnięte. Także płatki są nieco zrośnięte u nasady. Pręciki są liczne (od 15 do 60) w jednym lub kilku okółkach. Zalążnia omszona lub naga zawiera kilka (do 5) komór, w każdej z wieloma zalążkami (od 20 do 100). Szyjka słupka pojedyncza, tylko na szczycie rozdzielona na 3–5 łatek.
OwoceWielonasienna jagoda zwieńczona trwałą szyjką słupka.

## Systematyka
Pozycja systematyczna
Przedstawiciel rodziny Pentaphylacaceae należącej do rzędu wrzosowców (Ericales) reprezentującego dwuliścienne właściwe.
Wykaz gatunków
- Adinandra acuminata Korth.
- Adinandra acuta Korth.
- Adinandra angulata Ridl.
- Adinandra angustifolia (S.H.Chun ex H.G.Ye) B.M.Barthol. & T.L.Ming
- Adinandra anisobasis Kobuski
- Adinandra annamensis Gagnep. ex Kobuski
- Adinandra apoensis Elmer
- Adinandra argentifolia Sugau
- Adinandra auriformis L.K.Ling & S.X.Liang
- Adinandra bicuspidata Kobuski
- Adinandra bockiana E.Pritz. ex Diels
- Adinandra borneensis Kobuski
- Adinandra brassii Kobuski
- Adinandra brefeldii Koord.
- Adinandra calciphila Sugau
- Adinandra caudata Gagnep. ex Kobuski
- Adinandra celebica Koord.
- Adinandra clemensiae Kobuski
- Adinandra coarctata Craib
- Adinandra collettiana T.K.Paul
- Adinandra collina Kobuski
- Adinandra colombonensis Kobuski
- Adinandra cordifolia Ridl.
- Adinandra corneriana Kobuski
- Adinandra crassifolia Sugau
- Adinandra dasyantha Korth.
- Adinandra donnaiensis Gagnep. ex Kobuski
- Adinandra dubia Kobuski
- Adinandra dumosa Jack
- Adinandra elegans F.C.How & W.C.Ko ex Hung T.Chang
- Adinandra elliptica C.B.Rob.
- Adinandra endertii Kobuski
- Adinandra epunctata Merr. & Chun
- Adinandra excelsa Korth.
- Adinandra eymae Kobuski
- Adinandra filipes Merr. ex Kobuski
- Adinandra forbesii Baker f.
- Adinandra formosana Hayata
- Adinandra gallatlyi R.N.Paul
- Adinandra glischroloma Hand.-Mazz.
- Adinandra grandifolia Hien & Yakovlev
- Adinandra grandis L.K.Ling
- Adinandra griffithii Dyer
- Adinandra hainanensis Hayata
- Adinandra hirta Gagnep.
- Adinandra hongiaoensis S.T. Hoan & L.V.Dung
- Adinandra howii Merr. & Chun
- Adinandra impressa Kobuski
- Adinandra inaequalis Sugau
- Adinandra integerrima T.Anderson ex Dyer
- Adinandra javanica Choisy
- Adinandra kamalae M.K.Pathak, Bhaumik & G.Krishna
- Adinandra kjellbergii Kobuski
- Adinandra kostermansii Sugau
- Adinandra lancipetala L.K.Ling
- Adinandra laotica Gagnep.
- Adinandra laronensis Kobuski
- Adinandra lasiopetala (Wright) Choisy
- Adinandra lasiostyla Hayata
- Adinandra latifolia L.K.Ling
- Adinandra lenticellata Sugau
- Adinandra leytensis Merr.
- Adinandra lienii Hien & Yakovlev
- Adinandra loerzingiana Kobuski
- Adinandra loheri Merr.
- Adinandra longipedicellata Sugau
- Adinandra luzonica Merr.
- Adinandra macgregorii Merr.
- Adinandra macquilingensis Merr.
- Adinandra maculosa T.Anderson ex Dyer
- Adinandra magniflora Kobuski
- Adinandra masambensis Kobuski
- Adinandra megaphylla Hu
- Adinandra mendamitensis Sugau
- Adinandra meratusensis Sugau
- Adinandra microcarpa Gagnep.
- Adinandra millettii (Hook. & Arn.) Benth. & Hook.f. ex Hance
- Adinandra myrioneura Kobuski
- Adinandra nigroglandulosa L.K.Ling
- Adinandra nigropunctata Merr.
- Adinandra nitida Merr. ex H.L.Li
- Adinandra nunkokensis Kobuski
- Adinandra oblonga Craib
- Adinandra obtusata Korth.
- Adinandra pangiensis Sugau
- Adinandra parvifolia Ridl.
- Adinandra pingbianensis L.K.Ling
- Adinandra plagiobasis Airy Shaw
- Adinandra poilanei Gagnep.
- Adinandra polyneura Kobuski
- Adinandra quinquepartita Kobuski
- Adinandra rantepaoensis Kobuski
- Adinandra retusa D.Fang & D.H.Qin
- Adinandra rubiginosa Kobuski
- Adinandra ryukyuensis Masam.
- Adinandra sadaui Sugau
- Adinandra sarosanthera Miq.
- Adinandra steenisii Kobuski
- Adinandra subauriculata Kobuski
- Adinandra subsessilis Airy Shaw
- Adinandra subunguiculata Kobuski
- Adinandra sylvestris Jacq.
- Adinandra tomentosa Sugau
- Adinandra verrucosa Stapf
- Adinandra villosa Choisy
- Adinandra yaeyamensis Ohwi